# Kungshögarna (Mjölby)

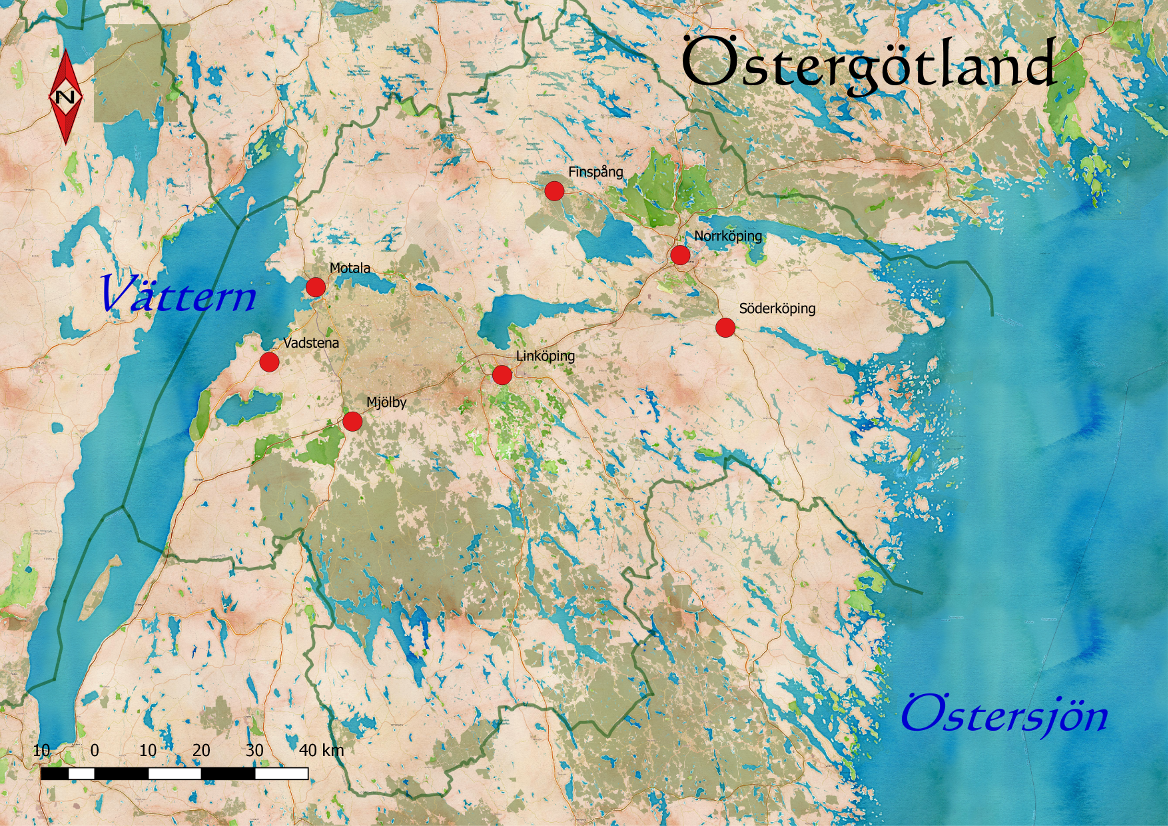
Lage

Die Kungshögarna von Mjölby (auch als Knektahagen oder Kungshöga gravfält bekannt) sind ein großes Gräberfeld aus der Eisenzeit in Östergötland in Schweden.
Es liegt in Mjölby auf dem 1,5 Kilometer langen Plateau einer Schotterterrasse und besteht aus 125 sichtbaren Monumenten. Das Gräberfeld wurde wahrscheinlich während der Eisenzeit (500 v. Chr. bis 500 n. Chr.) 1000 Jahre lang genutzt und umfasst 80 runde Steinsetzungen, 20 Grabhügel, zwölf Treudds, neun Domarringe (deutsch „Richterringe“), drei Bautasteine und eine ovale Steinsetzung. Der größte Grabhügel hat etwa 13,0 m Durchmesser und ist 1,7 m hoch. Der größte Richterring hat etwa 18,0 m Durchmesser und besteht aus neun Steinen (von ursprünglich elf). Die ältesten Teile des Gräberfeldes befinden sich im nördlichen Teil.
Das Gebiet wurde 1902 zum ersten Mal ausgegraben. Am nördlichen Ende des Gräberfeldes wurden Herde aus der Steinzeit gefunden. Unter den sonstigen Funden waren außer Keramik Schnallen aus Eisen und Bronze, einzelne Schwerter und ein paar Scherben. Außerdem wurden Messer und Gegenstände für die Lederarbeit gefunden. Die Funde befinden sich im Staatlichen historischen Museum in Stockholm.